# Ulf

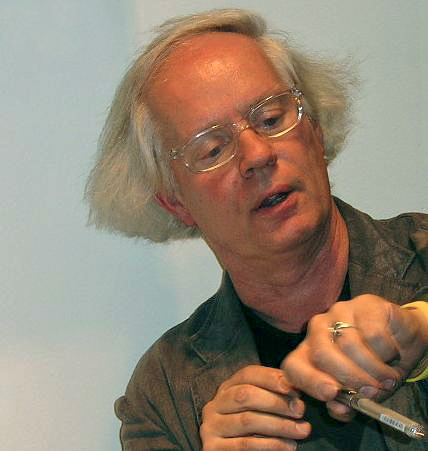
Ulf Stark.

Mansnamnet Ulf är ett fornnordiskt namn med betydelsen varg, jfr ulv.
Äldsta belägg i Sverige är runinskrift på 1000-talet, ex. på stenen i Källby hallar, Västergötland. Ulf och Ragnar, de båda reste denna sten efter Fare, sin fader ... kristen man. Han hade god tro på Gud.
Traditionellt uttalades namnet Ulv, men efter stavningsreformen 1906 (då v-ljudet kom att konsekvent stavas med v, utom i egennamn) har läsuttalet med f efterhand blivit helt gällande, på samma sätt som hos namn som Alf och Olof.
Ulf är relativt vanligt bland män mellan 30 och 60 år, men används numera mest som andranamn. 31 december 2015 fanns det totalt 64 409 män med namnet Ulf i Sverige, 34 072 hade det som tilltalsnamn.
År 2003 fick 196 pojkar namnet, varav 4 fick det som tilltalsnamn. Ännu 2010 var det färre än 10 nyfödda som fick det som tilltalsnamn. Uffe är ett vanligt smeknamn.
Namnsdag i Sverige: 11 april, delas med Ylva. Ylva är den kvinnliga motsvarigheten till namnet, det betyder alltså vargtik. I den finlandssvenska namnsdagslängden har Ulf namnsdag 5 juli sedan starten 1929, då en egen namnsdagskalender togs i bruk för finlandssvenskar.

## Personer med förnamnet Ulf

### A-G
- Ulf Adelsohn, svensk politiker, före detta ledare för moderata samlingspartiet, statsråd och landshövding i Stockholms län
- Ulf Andersson, svensk schackspelare
- Ulf Bjereld, professor i statskunskap
- Ulf Björlin, kompositör och dirigent
- Ulf Brandell, svensk redaktör
- Ulf Brunnberg, svensk skådespelare
- Ulf "Tickan" Carlsson, svensk bordtennisspelare
- Ulf Dageby, svensk kompositör och musiker
- Ulf Dahlén, svensk ishockeyspelare
- Ulf Dahlsten, svensk ämbetsman och företagsledare
- Ulf Dohlsten, svensk skådespelare
- Ulf Danielsson, professor, dekanus, vicerektor vid Uppsala universitet
- Ulf Ekberg, svensk popmusiker
- Ulf Ekman, svensk pastor, f.d. ledare för Livets Ord
- Ulf Elfving, svensk journalist, känd radioman
- Uffe Ellemann-Jensen, dansk politiker (Venstre), utrikesminister 1982-1993.
- Ulf Eriksson, svensk fotbollsspelare
- Ulf von Euler, svensk fysiolog och nobelpristagare
- Ulf Fase, svensk jarl under medeltiden
- Ulf Friberg, svensk skådespelare
- Ulf Granberg, svensk motorsportare
- Ulf Granberg, svensk serieredaktör och serieskapare
- Ulf Gärdenfors, professor i naturvårdsbiologi

### H-N
- Ulf Högberg, svensk medeldistanslöpare
- Ulf Jarfelt, svensk längdhoppare
- Ulf Jansson, svensk serieskapare
- Ulf Johanson, svensk skådespelare
- Ulf Karlsson, friidrottsledare
- Ulf Kirsten, tysk fotbollsspelare
- Ulf Kristersson, Sveriges statsminister (2022– ), svensk politiker (M), statsråd, partiledare
- Ulf Kvensler, svensk komiker och manusförfattare
- Ulf Larsson, svensk skådespelare och TV-programledare
- Ulf Linde, konstkritiker, jazzmusiker, författare, m.m., ledamot av Svenska Akademien
- Ulf Lundell, svensk författare och rockmusiker
- Ulf Lundkvist, svensk serieskapare och konstnär
- Ulf Lundmark, sångare
- Ulf Lundstedt, svensk långdistanslöpare
- Ulf Lönnqvist, f.d. statsråd, f.d. landshövding i Blekinge län
- Ulf Malmros, filmregissör och manusförfattare
- Ulf Melin, generaldirektör
- Ulf Merbold, tysk ESA-astronaut
- Ulf Nilson, svensk journalist
- Ulf Nilsson (författare), svensk barnboksförfattare
- Ulf Nilsson (ishockeyspelare) ("Lill-Pröjsarn"), svensk ishockeyspelare
- Ulf Nyberg, skådespelare och musiker

### O-W
- Ulf Peder Olrog, svensk artist och kompositör
- Ulf Olsson, svensk mördare
- Ulf Ottosson, svensk fotbollsspelare, "Mål-Otto"
- Ulf Palme, skådespelare och regissör
- Ulf Qvarsebo, svensk skådespelare
- Ulf Rahmberg, svensk konstnär
- Ulf Samuelsson, ishockeyspelare
- Ulf Schefvert, svensk handbollsspelare
- Ulf Schenkmanis, svensk journalist, radio- och TV-profil
- Ulf Schmidt, svensk tennisspelare
- Ulf Sedlacek, svensk häcklöpare
- Ulf Sjöstedt, svensk fotograf och författare
- Ulf Stark, svensk författare
- Ulf Stenlund, svensk tennisspelare
- Ulf Sterner, svensk ishockeyspelare
- Ulf Sundelin, tävlingsseglare (5,5 meter), OS-guldmedaljör
- Ulf Sundqvist, finländsk politiker
- Ulf Söderblom, finländsk dirigent och musikprofessor
- Ulf Söderman, svensk häcklöpare och sprinter
- Ulf Thorén, journalist
- Ulf Timmermann, östtysk friidrottare
- Ulf Trotzig, svensk konstnär
- Ulf Wickbom, journalist